# Felix zu Schwarzenberg

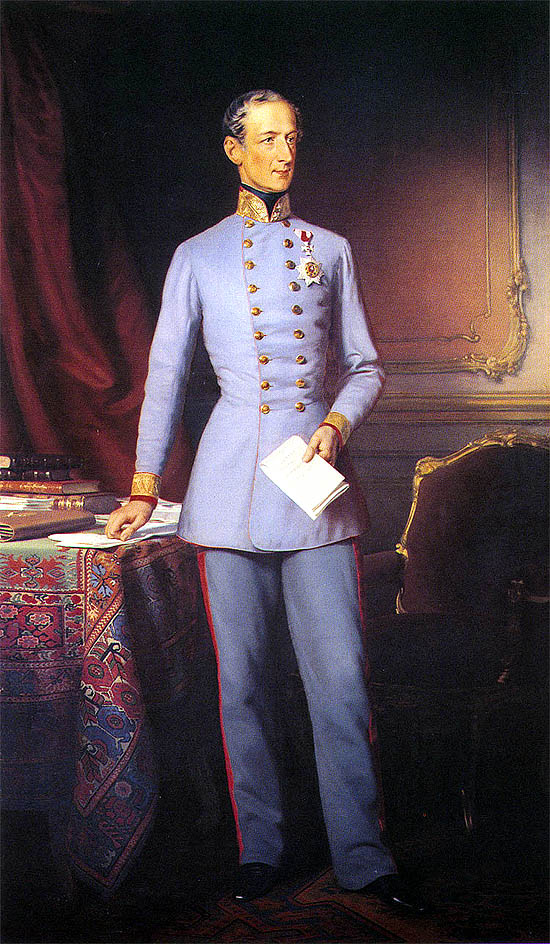
Felix zu Schwarzenberg

Felix Prinz (genannt Fürst) zu Schwarzenberg (* 2. Oktober 1800 in Krumau; † 5. April 1852 in Wien) war ein österreichischer Staatsmann, Diplomat und Offizier. Von 1848 bis zu seinem Tod 1852 war er österreichischer Regierungschef. Auf ihn geht der Großösterreich- oder Schwarzenberg-Plan zurück.

## Leben
Schwarzenberg entstammte einer der einflussreichsten Familien des deutsch-böhmischen Hochadels. Er wurde als zweitältester Sohn des Fürsten Josef von Schwarzenberg (1769–1833) und seiner Gattin Pauline von Arenberg (1774–1810) geboren. Seine Mutter starb beim Brand während eines Balls anlässlich der Hochzeit Napoleons I. mit Erzherzogin Marie Louise von Österreich. Einer seiner Brüder war der Erzbischof Friedrich zu Schwarzenberg.

### Aufstieg
Nach einer kurzen militärischen Karriere wurde er Diplomat. Von Metternich gefördert, war er auf den wichtigsten Auslandsposten der österreichischen Diplomatie in Sankt Petersburg, London, Paris und Turin tätig. Zuletzt war er Gesandter in Neapel. Nach dem Ausbruch der Märzrevolution des Jahres 1848 begab sich Schwarzenberg zur Armee Radetzkys an den norditalienischen Kriegsschauplatz. Er führte als Generalmajor eine Brigade des in Innerösterreich gebildeten Reservekorps, das die rückwärtigen Verbindungen in Venetien freimachen sollte. Am 17. April überschritt seine Brigade unter dem Oberbefehl des Feldzeugmeister Graf Nugent den Isonzo und erlebte beim Vormarsch nach Palmanova beim Dorfe Visco seine Feuertaufe. Vom Feldmarschall Radetzky dringend aufgefordert, konnte Graf Nugent mit seinen Truppen erst am 25. Mai in Verona die Vereinigung mit der Hauptarmee herstellen. Wenige Tage zuvor leitete Felix Schwarzenberg die Beschießung der Stadt Vicenza und deckte den Rückzug des FML von Thurn. In Verona erhielt Schwarzenberg dann den Befehl über die zweite Division (Brigaden Benedek und Wohlgemuth) des 1. Armeekorps (FML Eugen von Wratislaw), die bald darauf zusammen mit der Division seines Vetters Karl zu Schwarzenberg an den Kämpfen bei Curtatone teilnahm. In der Schlacht von Goito am 30. Mai wurde er durch eine Kugel am Arme verwundet und wurde später (29. Juli 1849) für sein Verhalten in diesem Gefecht mit dem Ritterkreuz des Militär-Maria-Theresien-Orden ausgezeichnet. In der zweiten Hälfte des Monats Juli 1848 kehrte er auf den Kriegsschauplatz nach Italien zurück; am 20. Juli 1848 wurde er zum Feldmarschallleutnant befördert.
Als sich im Oktober 1848 unter dem Druck eines demokratischen Aufstandes die liberale Regierung Johann von Wessenberg in Wien auflöste, beschloss ein habsburgischer Familienrat die Berufung Schwarzenbergs zum Ministerpräsidenten. Gleichzeitig fiel die Entscheidung für die Abdankung Kaiser Ferdinands I. zugunsten seines Neffen Erzherzog Franz Joseph.

### Als Ministerpräsident
Schwarzenberg hat in den dreieinhalb Jahren seiner Amtszeit von November 1848 bis April 1852 nicht nur die Revolution niedergekämpft und die politische Machtstellung Österreichs in der europäischen Politik zurückgewonnen, sondern auch die Grundlagen für die wirtschaftliche und gesellschaftliche Modernisierung der Habsburgermonarchie gelegt. Am 21. November 1848 bildete er eine Regierung, der Liberale wie Alexander von Bach und Karl Ludwig von Bruck neben konservativen Reformern wie Franz Seraph von Stadion und später Leo von Thun-Hohenstein angehörten. Schwarzenberg war zwar ein entschlossener Antirevolutionär, jedoch bereit, dem Konstitutionalismus eine Chance zu geben. Anders als sein Vorgänger Metternich versuchte er, die Revolution nicht bloß zu verhindern, sondern zu überwinden. Seine antirevolutionäre Entschlossenheit zeigte sich auch in seiner Verantwortung an der rechtswidrigen Erschießung des Abgeordneten zur Frankfurter Nationalversammlung Robert Blum.
Seinen ersten Erfolg errang Schwarzenberg gegen die Frankfurter Nationalversammlung. Deren Forderung nach Einbeziehung der deutschen Provinzen Österreichs in einen deutschen Nationalstaat (großdeutsche Lösung der deutschen Frage) setzte er im Sinne einer großösterreichischen Lösung den Anspruch auf Beteiligung der gesamten Habsburgermonarchie an einer österreichisch-deutschen Staatenkonföderation entgegen. Auf das föderalistische Verfassungskonzept des von Schwarzenberg nach Kremsier verlegten Reichstags antwortete er mit einer zentralistischen Konstitution mit starker monarchischer Gewalt, ohne diese jedoch wirklich in Kraft zu setzen (Neoabsolutismus). Mit der Abberufung der österreichischen Abgeordneten aus Frankfurt verlor die dortige Versammlung den Anspruch einer deutschen Nationalrepräsentation.
Ebenso entschlossen wie Schwarzenberg die Revolution in Österreich, Deutschland und Ungarn niederwarf, begann er in der Innenpolitik mit einer Revolution von oben: Die Grundentlastung zugunsten der Bauern wurde durchgeführt. Alexander von Bach und Anton von Schmerling organisierten ein neues System der Verwaltung und Rechtsprechung. Leopold von Thun-Hohenstein modernisierte mit seinen Mitarbeitern Alexander von Helfert, Antonin Krombholz, Franz Serafin Exner und Hermann Bonitz das Unterrichtswesen.
Schwarzenberg starb am frühen Abend des 5. April 1852, während seiner Amtsausübung in Wien, durch einen Schlaganfall.

### Bilanz
Mit seiner Politik schuf sich Schwarzenberg mehr Feinde als Freunde. Er war den Liberalen zu konservativ und den Konservativen zu liberal. Dem unsicheren, aber machtbewussten jungen Kaiser Franz Joseph I. schien der Ministerpräsident eine Gefahr für seine Herrscherstellung. Er entschloss sich, die Regierung zu entmachten und Schwarzenberg als Ministerpräsidenten zu stürzen. Diese Demütigung blieb Schwarzenberg erspart; er starb während einer Sitzung des Ministerrats. Erst am Ende seiner Regentschaft hat Kaiser Franz Joseph anerkannt, dass Schwarzenberg nicht nur der erfolgreichste, sondern auch der bedeutendste Politiker seiner Regierung war.

## Privatleben
Fürst Schwarzenberg blieb unverheiratet. Allerdings hatte er mehrere Affären, so 1828 während seiner Attaché-Zeit in London mit Jane Digby. Aus dieser Verbindung stammt eine Tochter, die Schwarzenberg auch anerkannte und der Obhut seiner Schwester Mathilde anvertraute:
- Mathilde Selden (1829–1885), ⚭ (1850) Rittmeister Anton Freiherr von Bieschin (1814–1898)

## Ehrungen
- Felix zu Schwarzenberg wurde noch zu Lebzeiten zum Ehrenbürger von Budapest ernannt. 2011 entzog ihm die Stadt Budapest auf Betreiben der nationalkonservativen Stadtführung die Ehrenbürgerschaft.[1]
- König Friedrich Wilhelm IV. von Preußen verlieh Fürst Schwarzenberg am 23. Juni 1851 den Schwarzen Adlerorden.[2]
- Nach ihm benannte die kaiserlich österreichische Kriegsmarine die 1853 vom Stapel gelaufene Fregatte Schwarzenberg.